# Donnie Fritts
Donald Ray „Donnie“ Fritts (* 8. November 1942 in Florence, Alabama; † 27. August 2019 in Birmingham, Alabama) war ein US-amerikanischer Studiomusiker und Songwriter. Zudem arbeitete er gelegentlich als Schauspieler.

## Leben
„Funky“ Donnie Fritts, wie er häufig genannt wurde, war ein gefragter Studiomusiker und gilt als Mitbegründer des Muscle Shoals Sound, der in den FAME Studios in Muscle Shoals, Alabama, seine Anfänge fand. In den späten 1950er-Jahren schrieb er Songs für Stars wie Tommy Roe oder Percy Sledge. Gemeinsam mit Eddie Hinton schrieb er den Song „Breakfast in Bed“, der zunächst von Dusty Springfield sowie Shirley Bassey und später von UB40 mit Chrissie Hynde aufgenommen wurde.
Ende der 1960er-Jahre zog er nach Nashville, wo er sich mit Kris Kristofferson zusammentat und über 40 Jahre lang dessen Keyboarder war. Er begleitete ihn auf Tourneen und spielte in einigen seiner Filme mit, bspw. als „Beaver“ in Pat Garrett jagt Billy the Kid. 1974 nahm Fritts sein erstes Solo-Album auf: Prone To Lean. Erfolgreich war er aber hauptsächlich als Songschreiber. Viele Größen der Country-Szene griffen auf sein Material zurück, u. a. Willie Nelson, Waylon Jennings, Jerry Lee Lewis und Kris Kristofferson. Er arbeitete u. a. auch mit Ray Charles zusammen.
1997 nahm er sein zweites Album auf, Everybody's Got A Song. Viele seiner berühmten Freunde und Kollegen spielten und sangen mit: Willie Nelson, Waylon Jennings, Kris Kristofferson, Lucinda Williams, John Prine, Lee Roy Parnell, Bobby Bare und Billy Swan. Trotz des Aufgebots von Superstars wurde das Album kein kommerzieller Erfolg. Zwischen 2009 und 2018 folgten drei weitere Alben.
Im Jahr 2008 wurde Fritts in die Alabama Music Hall of Fame aufgenommen.

## Alben

### Als Solokünstler
- 1974: Prone To Lean
- 1997: Everybody's Got A Song
- 2009: One Foot In The Groove
- 2015: Oh My Goodness
- 2018: June: A Tribute to Arthur Alexander

### Als Studiomusiker
- 1993: Arthur Alexander: Lonely Just Like Me, Elektra/Nonesuch.

## Songschreiber
- Choo Choo Train für The Box Tops, Chartplatz 26 (1968)
- We Had It All für Waylon Jennings, Chartplatz 28 (1973)
- You're Gonna Love Yourself In The Morning für Bonnie Koloc, Chartplatz 12 (1974)
- You're Gonna Love Yourself In The Morning für Roy Clark,  Chartplatz 35 (1975)
- Easy To Love für Joe Simon, Chartplatz 12 (1977)
- You're Gonna Love Yourself In The Morning für Charlie Rich, Chartplatz 22 (1980)
- We Had It All für	Dolly Parton, Chartplatz 31 (1986)
- If It's Really Got To Be This Way, für Arthur Alexander (1993)
- All This Time, für Arthur Alexander (1993)